# Ixinandria steinbachi
Ixinandria steinbachi är en fiskart som först beskrevs av Regan, 1906.  Ixinandria steinbachi ingår i släktet Ixinandria och familjen Loricariidae. Inga underarter finns listade i Catalogue of Life.